# Петруччи, Пандольфо
Пандольфо Петруччи (14 февраля 1452 — 21 мая 1512) — правитель Сиенской Республики эпохи Возрождения .

## Биография
Петруччи родился в Сиене, в богатой аристократической семье, принадлежавшей партии «новесков» (итал. Monte dei nove, noveschi), одной из группировок, боровшихся за власть и влияние в республике. В 1456 году, когда Пандольфо был еще ребенком, его семья была вынуждена покинуть город и переехать в Пизу из-за того, что его отец, Бартоломео, был вовлечен в неудавшийся заговор.
В 1480 году под давлением наследника неаполитанского престола герцога Альфонсо Калабрийского, находившегося со своей армией в Тоскане, новескам было дозволено вернуться в Сиену.
В 1481 году Пандольфо был принят в Народный совет Сиены вместе с братьями Алессандро и Витторио. В октябре 1482 года он женился на Евфрасии Мартиноцци (итал. Eufrasia Martinozzi).
В 1482 году после ухода неаполитанских войск и обострения конфликта между сиенскими партиями новески были вновь изгнаны из Сиены. Сначала он вместе с братом Витторио поселился в Паганико, где семья владела собственностью. Затем он переехал в Монтепульчано, а потом в Пизу, где находился его старший брат Джакоппо.
Изгнанники совершили несколько попыток вернуться в Сиену, и наконец 22 июля 1487 года Петруччи во главе отряда из пятидесяти изгнанников и трёх сотен наёмников вошёл в городские ворота и, почти не встретив сопротивления, завладел городом.
Придя к власти, новески при поддержке кардинала Пикколомини провели реформу управления городом. Была создана новая Балья — комитет с широкими полномочиями, поначалу временный, а затем формировавшийся на пятилетний срок. В этот период Пандольфо Петруччи занимал различные посты в городском управлении, но находился несколько в тени своего старшего брата Джакоппо.
В 1487 году он женился во второй раз — на Аурелии (итал. Aurelia Borghesi), дочери Никколо Боргези, представителя одного из самых влиятельных родов Сиены.
В начале 1490-х годов Пандольфо вместе с братом Джакоппо, тестем Никколо Боргези и другими новесками — Антонио Бичи, Лучио и Леонардо Белланти — входил в неформальный комитет, который фактически определял политику республики. Вплоть до начала в 1494 году Итальянских войн они инициировали ряд проектов, имевших значение для обороны города. Была начата добыча и выплавка железа. Под руководством Франческо ди Джорджо Мартини были перестроены городские укрепления.
После начала войны и вторжения в Италию французских войск Карла VIII Сиена, пользуясь покровительством Франции, придерживалась умеренной политики не вступая в открытые конфликты с соседями, но дистанцировалась от также профранцузской Флоренции.
Однако часть новесков, включая Никколо Боргези и Лучио Белланти, выступали за более активную и конфликтную политику, за союз с Венецией и более решительные действия в отношении Флоренции. Конфликт между ними обострился и разрешился в пользу Петруччи — в 1496 году Лучио Белланти был изгнан из города по обвинению в заговоре, а в 1499 году был убит во Флоренции. Никколо Боргези был убит в 1500 году. В организации обоих убийств подозревали Пандольфо Петруччи.
После смерти Джакопо в 1497 году Пандольфо Петруччи получил контроль над его состоянием и занимаемыми им государственными должностями. В том же году Генеральный совет передал Балье полномочия правительства, и старая конституция Сиены фактически перестала действовать. Когда полномочия Бальи заканчивались, их сразу продлевали, а одна и та же группа сторонников Петруччи служила ширмой для его единоличного автократического правления. С начала 1500-х годов он устранил всех политических конкурентов, расставил на ключевые посты своих приспешников и стал фактически деспотом Сиены с титулом «синьора» .
Как и другие итальянские тираны, он старался укрепить свою власть в Сиене, используя высылки и политические убийства. Подсчитано, что около шести десятков противников Петруччи поплатились жизнью за свою позицию. Современники по-разному оценивали источники власти Петруччи. Н. Макиавелли писал, что Пандольфо получил под свою команду отряд, охранявший порядок на центральной площади Сиены, и благодаря этим вооружённым людям он завоевал такую репутацию, что получил княжескую власть в городе. С другой стороны, доверенный сподвижник Петруччи — Антонио да Венафро — будучи спрошенным папой Александром VI, на чём зиждется власть в Сиене, ответил: «на лжи».
В 1502 году Петруччи принял участие в заговоре (заговор Маджоне) против Чезаре Борджиа, стремительно расширявшего папские владения в Центральной Италии. После провала заговора Петруччи в январе 1503 года пришлось покинуть Сиену под давлением Чезаре, но он смог вернуться уже в марте благодаря вмешательству французского короля Людовика XII. После смерти Чезаре Борджиа в 1507 году положение и могущество Петруччи укрепилось еще больше.
В последние годы своей жизни Петруччи проводил умеренную внешнюю политику, стараясь избегать острых конфликтов с соседями. Он вступил в союз с Испанией и присоединился к Камбрейской лиге, отправив против Венеции небольшой отряд. Под давлением папы Юлия II он заключил мир с Флоренцией, отказавшись в 1511 году от многолетних претензий на Монтепульчано. В награду за это папа произвёл сына Петруччи Альфонсо в кардинальское достоинство.
В годы правления Петруччи Сиена не испытала потрясений ни от внутренних смут, столь частых в предшествующую эпоху, ни от разорительных войн. Это привело к подъему торговли, а сам Петруччи, несмотря на противоречивый характер своей политики, был популярен не только среди новесков, но и среди горожан в целом.
В феврале 1512 года Петруччи отошёл от дел, передав управление Сиеной своему сыну Боргезе, а 21 мая скончался в Сан-Квирико-д’Орча, Италия.
Потомки Пандольфо недолго удерживали власть в Сиене после его смерти. Уже через четыре года Боргезе Петруччи был изгнан из Сиены. С 1516 по 1522 год городом управлял его двоюродный брат Раффаэле, получивший поддержку папы Льва X Медичи. После его смерти власть досталась младшему сыну Пандольфо – Фабио. Однако и он недолго оставался во главе города – в 1524 году его изгнали из Сиены, и династия Петруччи прекратилась.